# Oblast Rivne
De oblast Rivne (Oekraïens: Рівненська область, Rivnens’ka oblast’) is een oblast in het noordwesten van Oekraïne. De hoofdstad is Rivne en de oblast heeft 1.148.456 inwoners (2021).

## Geografie
Het zuiden van de oblast is onderdeel van het Wolynisch-Podolisch Plateau en in het noorden, nabij Wit-Rusland, is het onderdeel van het laagland van Polesië, waar zich de Pripjatmoerassen bevinden.
De rivier de Horyn stroomt van zuid naar noord door de oblast. Ook de Sloetsj in het noordoosten en de Styr in het uiterste westen zijn noemenswaardige rivieren.
Naast de gelijknamige hoofdstad, zijn ook de steden Sarny in het noorden en Ostrog en Doebno in het zuiden van regionaal belang.

## Geschiedenis
Historisch gezien hoort het grootste deel van de oblast tot Wolynië.

## Demografie

#### Bevolking
Op 1 januari 2017 telt oblast Rivne 1.162.763 inwoners, waarvan 552.337 in steden en 610.426 in dorpen op het platteland. De urbanisatiegraad is vrij laag en bedraagt 47,5 procent van de bevolking.
De oblast telt een vrouwenoverschot: 610.244 vrouwen tegen 551.459 mannen. De geslachtsverhouding bedraagt dus 1.107 vrouwen per 1.000 mannen. De belangrijkste reden hiervoor is de veel lagere levensverwachting onder mannen (66 jaar) vergeleken met vrouwen (77 jaar).

#### Demografische ontwikkelingen
De demografische situatie in oblast Rivne is vrij gunstig vergeleken de rest van Oekraïne. Met 15.688 geboortes tegenover 14.483 sterftes is oblast Rivne een van de weinige plaatsen met een positieve natuurlijke bevolkingsaanwas. Het geboortecijfer bedraagt 13,5‰ (tegenover het landelijke gemiddelde van 10,3‰), terwijl het sterftecijfer 12,5‰ bedraagt (tegenover het landelijke gemiddelde van 14,7‰).
Het vruchtbaarheidscijfer is het hoogst in Oekraïne. Een vrouw krijgt gemiddeld 1,86 kinderen. Vrouwen op het platteland krijgen gemiddeld 2,24 kinderen, terwijl vrouwen in steden gemiddeld 1,47 kinderen krijgen. 

#### Leeftijdsopbouw
De bevolking van oblast Rivne is relatief jong vergeleken met de rest van Oekraïne. In totaal zijn er 238.457 inwoners tussen de 0 en 14 jaar oud, 779.820 inwoners zijn tussen de 15 en 64 jaar oud en 143.426 inwoners zijn 65 jaar of ouder.
De gemiddelde leeftijd van de bevolking bedraagt 37 jaar: de mannelijke bevolking is gemiddeld 35 jaar oud, terwijl de vrouwelijke bevolking 39 jaar oud is.